# Église Saint-Réol d'Ambonnay
L'église d'Ambonnay est une église romane construite au XIIe siècle, dédiée à saint Réol (évêque de Reims) et située dans la Marne.

## Historique
La villa d'Ambonnay est mentionnée pour la première fois en 1020 dans le cartulaire de la Trinité de Châlons. Thibaut de Rivelart vend la terre et seigneurie d'Ambonnay au chapitre de la cathédrale Saint-Étienne de Châlons en 1179. Le chapitre en a conservé la propriété, conjointement avec l'abbaye Saint-Denis de Reims, jusqu'à la Révolution. Les droits de patronage de l'abbaye Saint-Denis de Reims sont dus à la réunion des paroisses d'Isse et d'Ambonnay.
L'église a d'abord été dédiée à saint Remi. C'est la présence de reliques de saint Réol, attestée en 1672, qui a entraîné le changement de dédicace.
L’église, d’architecture romane, date du XIIe siècle ; elle est classée aux monuments historiques.
Une côte de saint Réol a été donnée par les religieux de l'abbaye de Hautvillers à la paroisse d'Ambonnay qui faisait avec beaucoup de solennité l'office de la translation de cette relique, tous les ans, le 30 juin. On y faisait aussi la fête du même saint le 25 novembre, comme dans l'abbaye d'Orbais fondée par saint Réol.

## Architecture
La nef romane était auparavant couverte par une voûte charpentée de la seconde moitié du XIIe siècle. Le [Quoi ?] fut profondément remanié au XVe siècle. Elle a conservé sa tour clocher posée en angle du chœur.